# 韦利·兰皮
韦利·兰皮（芬蘭語：Veli Lampi，1984年7月18日—）是一位芬蘭足球運動員，在場上的位置是右後衛。他現在效力於芬蘭足球超級聯賽球隊HJK赫爾辛基。他同時也代表芬蘭國家足球隊參加比賽。